# U-793
U-793 je bila nemška vojaška podmornica Kriegsmarine, ki je bila dejavna med drugo svetovno vojno.

## Zgodovina
Nemci so podmornico uporabili za testiranje in jo nato namerno potopili 4. maja 1945 v Audorfer Seeju. Britanci so podmornico po vojni dvignili in jo tudi oni uporabili za testiranje.

## Poveljniki
| Poveljniki |                                    |                     |                                  |
| Št.        | Čin                                | Ime                 | Poveljstvo                       |
| 1.         | Nadporočnik (Oberleutnant zur See) | Günther Schauenburg | 24. april 1944 - 15. januar 1945 |
| 2.         | Nadporočnik (Oberleutnant zur See) | Friedrich Schmidt   | 16. januar 1945 - 3. maj 1945    |

## Tehnični podatki
| Kategorije                                    | Podatki (serija Wa 201) | Podatki (serija Wk 202) |
| --------------------------------------------- | ----------------------- | ----------------------- |
| Teža (t): na površju pod površjem polna teža  | 277 309 373             | 236 259 312             |
| Dolžina (m) - tlačni trup (m)                 | 36,05 - 26,15           | 36,60 - ?               |
| Širina (m) - tlačni trup (m)                  | 4,50 - 3,30             | 4,50 - 3,40             |
| Izpodriv (m)                                  | 4,3                     | 4,55                    |
| Višina (m)                                    | 4,3                     | 4,55                    |
| Moč (hp): na površju pod podvršjem            | 210-230 77,5            | 210-230 77,5            |
| Hitrost (vozlov): na površju pod podvršjem    | 9 5                     | 9 5                     |
| Doseg (milja/vozel): na površju pod podvršjem | 2910/8,5 50/2           | 1840/9 76/2             |